# Мусина-Пушкина, Аграфена Михайловна
Аграфе́на Михайловна Му́сина-Пу́шкина (по некоторым источникам Агриппина Михайловна; 16 (27) июня 1740 — 20 (31) июля 1782) — одна из самых первых актрис русской профессиональной сцены.

## Биография
Ученица Ивана Афанасьевича Дмитревского, она за него же и вышла замуж в 1758 году, став Дмитревской.
Выступала более 20 лет на петербургской сцене Императорских театров, куда была принята в 1756 году с самого основания Императорских театров при Елизавете Петровне — вместе с сёстрами Марьей и Ольгой Ананьиными и другими самыми первыми русскими актёрами. Играла роли служанок в комедиях и королев в трагедиях, кроме того была исполнительницей русских песен.
По свидетельству [bookz.ru/authors/avtor-neizvesten-3/theatre_encicl/page-448-theatre_encicl.html СТЭ], оставила сцену около 1769 года.

## Творчество

### Роли в театре
- 1765 — «Мот, любовью исправленный» Лукина — Вдова
- 1767 — «Наказанная вертопрашка» Ельчанинова — горничная Лукерья
- 1759 — драматизированный балет «Прибежище добродетели» — Азиатка
- «Мизантроп» Мольера — Арсиноя
- «Жорж Данден» Мольера — Клодина
- «Лекарь поневоле» Мольера — Жаклина
- «Тартюф» Мольера — Дорина
- «Школа мужей» Мольера — Лизетта